# Camping World Watkins Glen Grand Prix
Camping World Watkins Glen Grand Prix är en deltävling i IndyCar Series. Racet hålls årligen på Watkins Glen International.

## Vinnare

### CART
| Säsong | Titel            | Vinnare     | Team          |
| ------ | ---------------- | ----------- | ------------- |
| 1979   | Kent Oil 150     | Bobby Unser | Penske Racing |
| 1980   | Kent Oil 150     | Bobby Unser | Penske Racing |
| 1981   | Watkins Glen 200 | Rick Mears  | Penske Racing |

### IndyCar
| Säsong | Titel                                 | Vinnare          | Team                   |
| ------ | ------------------------------------- | ---------------- | ---------------------- |
| 2005   | Watkins Glen Indy Grand Prix          | Scott Dixon      | Chip Ganassi Racing    |
| 2006   | Watkins Glen Indy Grand Prix          | Scott Dixon      | Chip Ganassi Racing    |
| 2007   | Camping World Watkins Glen Grand Prix | Scott Dixon      | Chip Ganassi Racing    |
| 2008   | Camping World Watkins Glen Grand Prix | Ryan Hunter-Reay | Rahal Letterman Racing |
| 2009   | Camping World Watkins Glen Grand Prix | Justin Wilson    | Dale Coyne Racing      |